# 深渡苗族乡
深渡苗族乡，是中华人民共和国湖南省怀化市洪江市下辖的一个乡镇级行政单位。

## 行政区划
深渡苗族乡下辖以下地区：
深渡村、红庄村、牛溪脑村、曹垅村、下寨村、上坪村、浪溪冲村、花洋溪村、集中村、邓家村、合建村、色木村和横岩村。